# Atoka (Tennessee)
Atoka é uma cidade  localizada no estado norte-americano de Tennessee, no Condado de Tipton.

## Demografia
Segundo o censo norte-americano de 2000, a sua população era de 3235 habitantes. 
Em 2006, foi estimada uma população de 6298, um aumento de 3063 (94.7%).

## Geografia
De acordo com o United States Census Bureau tem uma área de 
17,3 km², dos quais 17,3 km² cobertos por terra e 0,0 km² cobertos por água.

## Localidades na vizinhança
O diagrama seguinte representa as localidades num raio de 16 km ao redor de Atoka. 